# New Orleans, Texas and Mexico Railroad
 (janvier 2022).
Si vous disposez d'ouvrages ou d'articles de référence ou si vous connaissez des sites web de qualité traitant du thème abordé ici, merci de compléter l'article en donnant les références utiles à sa vérifiabilité et en les liant à la section « Notes et références ».
Le New Orleans, Texas and Mexico Railroad (NOT&M) était un chemin de fer américain de classe I en activité dans l'état de la Louisiane. Il apparut en mai 1905 et se développa en rachetant de nombreuses compagnies qui furent regroupées sous le nom de Gulf Coast Lines. Bien qu'il fût racheté en 1924 par le Missouri Pacific Railroad (MoPac), il poursuivit sa politique d'acquisition de nouvelles compagnies. En 1933, le MoPac et le NOT&M furent placés en redressement judiciaire; Le MoPac absorba le NOT&M en 1956.

## Histoire

### Les origines
La compagnie fut officiellement créée en Louisiane le 8 mai 1905 sous le nom de Colorado Southern, New Orleans and Pacific Railroad. La compagnie se rebaptisa New Orleans, Texas and Mexico Railroad le 21 mars 1910.
Les 278 km de ligne du NOT&M furent posés par le Colorado Southern, New Orleans and Pacific Railroad et la Gulf Construction Company, filiale du St. Louis-San Francisco Railway (alias Frisco). L'exploitation débuta en 1911.
La ligne principale, longue de 221 km, reliait Anchorage (sur la rive ouest du Mississippi face à Bâton-Rouge) à DeQuincy (près de la frontière du Texas); les embranchements, totalisant 56,7 km, reliaient Eunice à Crowley (sur la ligne principale), et Erwinville à Mix. À La Nouvelle-Orléans, Louisiane, le NOT&M louait seulement un terminus. 
Les trains du NOT&M étaient transbordés par ferry-boat sur le Mississippi entre Anchorage et Bâton-Rouge. Grâce à des droits de passages sur une distance totale de 182 km, le NOT&M reliait DeQuincy à la frontière Louisiane-Texas, et Bâton-Rouge à La Nouvelle-Orléans.
Enfin, le NOT&M louait le Louisiana Southern Railway dont la ligne à voie unique reliait La Nouvelle-Orléans à Bohemian et Shell Beach.

### Les acquisitions
En 1916, le NOT&M prit le contrôle du New Iberia & Northern (NI&N).
Le St. Louis-San Francisco Railway (Frisco) qui fit faillite en 1916, décida de vendre ses importantes participations dans le NOT&M en 1922. 
Le NOT&M gagna le contrôle du Houston & Brazos Valley le 1er février 1924, et celui de l'International-Great Northern Railroad (I-GN) le 21 juin 1924.
Le Missouri Pacific Railroad qui considérait que le réseau texan de l'I-GN était important, décida de racheter rapidement le NOT&M et ses nombreuses filiales (Gulf Coast Lines et I-GN) le 8 décembre 1924.
Le NOT&M eut la liberté de continuer à élargir son réseau. Il en profita pour racheter le San Antonio, Uvalde and Gulf Railroad (SAUG) et l'Asphalt Belt (AB) le 1er décembre 1925. L'année suivante, il fit de nombreuses acquisitions avec le Sugarland (SL), l'Asherton & Gulf (A&G), et le Rio Grande City (RGC) le 2 février 1926, puis le San Antonio Southern (SAS) le 31 décembre 1926.
Le NOT&M dirigeait ses nombreuses lignes sous le nom de Gulf Coast Lines qui regroupait: 
- New Orleans, Texas & Mexico Railroad
- BSL&W
- O&NW
- New Iberia & Northern NI&N
- ISM&E
- St. Louis, Brownsville and Mexico Railway SLB&M
- San Antonio Southern SAS
- San Antonio, Uvalde and Gulf Railroad SAU&G
- Asphalt Belt AB
- SB&RGV
- Sugarland SL
- Asherton & Gulf A&G
- Rio Grande City RGC
- Houston & Brazos Valley H&BV
- HNS

Par contre l'I-GN ne fut pas intégré au Gulf Coast Lines. Mais le 3 mai 1933, le MoPac et l'ensemble de ses filiales furent placées en redressement judiciaire. Cette période, qui dura 23 ans, fut la plus longue de toute l'histoire des chemins de fer américains. Elle prit fin le 1er mars 1956, lorsque le MoPac se réorganisa en fusionnant le NOT&M constitué par le Gulf Coast Lines et l'I-GN.
Le 22 décembre 1982, l'Union Pacific Railroad reçut l'autorisation de l'ICC pour fusionner le MoPac et le Western Pacific Railroad.

### Sources
- « WikiProject/NOT&M »
- « Missouri Pacific – A history of color »
- « Gulf Coast Lines Historical »